# حقوق الأقليات
حقوق الأقليات هي الحقوق الفردية العادية لأعضاء الأقليات العرقية والإثنية، الطبقية، الدينية أو اللغوية أو الجنسية؛ وأيضا الحقوق الجماعية الممنوحة للأقليات. غالبا ما تسعى حركات الحقوق المدنية لضمان الحقوق الفردية وعدم المساس بها على أساس الانتماء إلى أقلية، مثل حركات حقوق المرأة والحركات العالمية لحقوق المثليين، أو مختلف حركات حقوق الأقليات العرقية في جميع أنحاء العالم، مثل حركة الحقوق المدنية في الولايات المتحدة. لا يوجد تعريف شامل لما يُكون الأقلية، ويتم التأكيد أن وجود الأقلية مسألة واقع وأي تعريف يجب أن يشمل العوامل الموضوعية مثل وجود معتقد ديني، لغة أو إثنية مشتركة، وعوامل ذاتية مثل الأفراد الذين يعتبرون أنفسهم جزءًا من أقلية.

## تاريخيًا
أثيرت مسألة حقوق الأقليات لأول مرة عام 1814 في مؤتمر فيينا، الذي ناقش مصير اليهود الألمان وبصورة خاصة البولنديون الذين تم فصلهم. عبّر الكونغرس عن أمله بان تضمن بروسيا، روسيا والنمسا التسامح والحماية لأقلياتها، تم تجاهل هذا المطلب في نهاية المطاف، والذي أدى إلى تمييز منظم في المعاملة.
أولى مؤتمر باريس عام 1856 اهتمامًا خاصًا لوضع اليهود والمسيحيين في الإمبراطورية العثمانية. في بريطانيا، جعل وليام غلادستون مجازر البلغاريين في الإمبراطورية العثمانية القضية الرئيسية في حملته وطالب باهتمام دولي. تعامل مؤتمر برلين عام 1878 مع وضع اليهود في رومانيا، صربيا وبلغاريا.
بصورة عامة، فشلت مؤتمرات القرن التاسع عشر في إحداث إصلاحات هامة. كانت روسيا فعالة بصورة خاصة في حماية المسيحيون الأورثودوكس والسلاف الذين كانوا تحت سيطرة الإمبراطورية العثمانية. كان موضوع الاضطهاد والتمييز ضد أقليات معينة موضوع اهتمام وسائل الإعلام، وبدأ اليهود بتنظيم احتجاجات على المذابح في روسيا. ومع ذلك، لم يكن هنالك اهتمام دولي فيما يخص معاملة الأقليات، مثل السود في جنوب الولايات المتحدة.

### حقوق الأقليات في مؤتمر باريس للسلام 1919
في معاهدة فرساي للسلام، أنشأ المجلس الأعلى لجنة الدول الجديدة وحماية الأقليات. اضطرت جميع الدول الجديدة إلى توقيع معاهدات حقوق الأقليات كشرط مسبق للاعتراف الدبلوماسي. تم الإتفاق على انه رغم الاعتراف بالدول الجديدة، الا ان هذه الدول لم تنشأ قبل توقيع معاهدات السلام النهائية. كانت مسألة حقوق الألمان والبولنديون نقطة خلاف حيث ان الحقوق البولندية في ألمانيا كانت غير محمية، على العكس من الأقلية الألمانية في بولندا. مثل المبادئ الأخرى التي تبناها التجمع، كانت حقوق الأقليات جزءًا من نهج ويلسون المثالي للعلاقات الدولية؛ ومثل التحالف نفسه، تم تجاهل معاهدات الأقليات بشكل متزايد من قبل الحكومات المعنية، مع انهيار النظام بأكمله في نهاية ثلاثينات القرن العشرون. على الرغم من الفشل السياسي، بقيت هذه المعاهدات أساسًا القوانين الدولية. 

## القانون الدولي
حقوق الأقليات، والتي تطبق على المجاميع العرقية، الدينية، الأقليات اللغوية والسكان الأصليين، هي جزء أساسي من القانون الدولي لحقوق الإنسان. مثل حقوق الأطفال، وحقوق النساء، اللاجئين، حقوق الأقليات هي إطار قانوني صمم لضمان حصول المجموعات المعرضة للهجوم، المحرومين، والمهمشين في المجتمع على مساواة ولحمايتهم من الاضطهاد. أول معاهدة دولية تمت بعد الحرب لحماية الأقليات، والتي صممت لحمايتهم من الخطر الأكبر الذي يهدد وجودهم هي إتفاقية منع ومعاقبة الجرائم واتفاقية الإبادة الجماعية.
تضمنت المعايير اللاحقة التي نظمت حقوق الأقليات الإتفاقية الدولية للحقوق المدنية والسياسية، إعلان الأمم المتحدة لحقوق الأشخاص المنتمين إلى الأقليات الوطنية، العرقية، الدينية واللغوية، معاهدتا المجلس الاوربي، ووثيقة كوبنهاغن عام 1990 لمنظمة الأمن والتعاون في أوروبا.
تغطي حقوق الأقليات حماية وجودهم، حمايتهم من الاضطهاد والتمييز، حماية هويتهم، ومساهمتهم في الحياة السياسية. فيما يخص حقوق الإل جي بي تي تمت الموافقة على مبادئ يوغياكارتا من قبل مجلس حقوق الإنسان التابع للأمم المتحدة. فيما يخص حقوق الأشخاص المصابين بإعاقات، إعتمدت جمعية الأمم المتحدة حقوق الأشخاص ذوي الإعاقات. 
لحماية حقوق الأقليات، لدى العديد من الدول قوانين، وكالات ومؤسسات (على سبيل المثال، اللجنة البرلمانية الهنغارية لحقوق الأقليات القومية والعرقية).
في حين ان الامم المتحدة تعامل السكان الأصليون كفئة فرعية من الأقليات، الا انه هنالك مجموعة متزايدة من القوانين الدولية مخصصة لهم، ولا سيما اتفاقية 169 لمنظمة العمل الدولية وإعلان الامم المتحدة بشأن حقوق الشعوب الأصلية (والذي اعتمد في 14 ديسمبر 2007).
في عام 2008، تم تقديم إعلان حول حقوق المثليين الجمعية العامة للأمم المتحدة، وفي عام 2011، تم تمرير قانون حقوق المثليين في مجلس حقوق الإنسان التابع للامم المتحدة.

## الأقليات القومية في المجلس الأوروبي/الاتحاد الأوروبي
إن الدور الرئيسي للإتحاد الأوروبي في مجال حماية الأقليات القومية لا يزال محدود للغاية (كما هو الحال في الحماية العامة لحقوق الإنسان). اعتمد الاتحاد الأوروبي على القوانين الدولية العامة والنظام الإقليمي الأوروبي للقانون الدولي، وفي الحالات الضرورية قبلوا بقوانينهم. لكن "إزالة الاندماج الاقتصادي في أوروبا"، والذي بدأ في تسعينيات القرن الماضي، أدى إلى تغيير في الوضع. الأهمية السياسية لحماية الأقليات القومية عالية جدًا.
الآن (2009)، على الرغم من ان حماية الأقليات القومية لم تصبح مبدأ قانوني ملزم في الاتحاد الأوروبي، الا انه تم ذكر قضايا حقوق الأقليات في العديد من القوانين. في العلاقات الخارجية، أصبحت حماية الأقليات القومية أحد أهم المعايير الرئيسية للتعاون مع أو الانضمام إلى الاتحاد الأوروبي.